# Chrysophlegma miniaceum
El pito miniado o pito bandeado (Chrysophlegma miniaceum) es una especie de ave piciforme de la familia Picidae que vive en el sudeste asiático.

## Hábitat y distribución
Su hábitat natural son los bosques húmedos a baja altitud y manglares tropicales. Puede ser encontrado en Birmania, Brunéi, Indonesia, Malasia, Singapur y Tailandia.